# 永成里 (臺中市)
永成里，是臺灣臺中市太平區所轄的里，臺中市太平區長億路、太平路及永成北路之間。面積0.3651平方公里、8,417人，人口密度為太平區第二高，僅次於新城里。本里與中平里、長億里、太平里相鄰。

## 里名由來
以境內最重要的地標「永成市場」為名。

## 歷史沿革
永成里於清代時隸屬藍興堡太平莊；明治35年（1902年）時，改隸臺中廳大平區太平庄，至大正9年（1920年）則隨行政區調整，隸屬大屯郡太平庄大平大字。二次大戰結束後，國民政府接收臺灣，原先大平大字範圍被劃歸為太平村、中平村與東平村，本地即屬太平村，隸屬臺中縣太平鄉；民國76年（1987年）9月，太平村東部分設長億村。民國85年（1996年）8月1日，隨太平鄉升格為縣轄市太平市，長億村改制為長億里。民國94年（2005年），行政區再次調整，劃長億里西北部置「永成里」。

### 書籍
- 國立臺灣師範大學地理學系，《臺灣地名辭書》卷十二《臺中縣》第二冊，國史館臺灣文獻館。ISBN 9789860105742

## 外部連結
- 臺中市太平區公所 （页面存档备份，存于）